# Університет Бурунді
Університет Бурунді — розташований у Бужумбурі, Бурунді, вищий навчальний заклад. Є єдиним публічним університетом країни. Більшість його факультетів були переміщені та частково зруйновані під час громадянської війни.

## Школи та інститути
Університет поділяється на такі школи та інститути:
Школи
- Мистецтв і гуманітарних наук
- Права
- Медицини
- Психології та педагогічних наук
- Економіки та управління
- Природничих наук
- Прикладних наук
- Сільськогосподарських наук

Інститути
- Технологічний
- Спорту і фізичного виховання
- Сільськогосподарський
- Комерційний
- Прикладної педагогіки